# Hypochlorosis metilia
Hypochlorosis metilia är en fjärilsart som beskrevs av Hans Fruhstorfer 1908. Hypochlorosis metilia ingår i släktet Hypochlorosis och familjen juvelvingar. Inga underarter finns listade i Catalogue of Life.